# Cyanotis
Cyanotis  es un género de planta perenne con unas 100 especies de la familia Commelinaceae. 

## Distribución
Es nativo del este de África, Somalia.

## Descripción
Es una planta perenne pequeña que alcanza los 3 cm de altura. Sus hojas son suculentas, bulbosa con rizoma y tuberosa. Sus flores son azuladas y pequeñas agrupadas en inflorescencias en la cima.

## Especies aceptadas
A continuación se brinda un listado de las especies del género Cyanotis aceptadas hasta noviembre de 2013, ordenadas alfabéticamente. Para cada una se indica el nombre binomial seguido del autor, abreviado según las convenciones y usos.
- Cyanotis adscendens Dalzell
- Cyanotis ake-assii Brenan
- Cyanotis angusta C.B.Clarke
- Cyanotis arachnoidea C.B.Clarke
- Cyanotis arcotensis R.S.Rao
- Cyanotis axillaris (L.) D.Don ex Sweet
- Cyanotis beddomei (Hook.f.) Erhardt, Götz & Seybold
- Cyanotis burmanniana Wight
- Cyanotis caespitosa Kotschy & Peyr.
- Cyanotis cerifolia R.S.Rao & Kammathy
- Cyanotis ceylanica Hassk.
- Cyanotis cristata (L.) D.Don
- Cyanotis cucullata (Roth) Kunth
- Cyanotis cupricola J.Duvign.
- Cyanotis dybowskii Hua
- Cyanotis fasciculata (B.Heyne ex Roth) Schult. & Schult.f.
- Cyanotis flexuosa C.B.Clarke
- Cyanotis foecunda DC. ex Hassk.
- Cyanotis ganganensis Schnell
- Cyanotis grandidieri H.Perrier
- Cyanotis hepperi Brenan
- Cyanotis homblei De Wild.
- Cyanotis karliana Hassk.
- Cyanotis lanata Benth.
- Cyanotis lapidosa E.Phillips
- Cyanotis longifolia Benth.
- Cyanotis loureiroana (Schult. & Schult.f.) Merr.
- Cyanotis lourensis Schnell
- Cyanotis nilagirica Hassk.
- Cyanotis nyctitropa Deflers
- Cyanotis obtusa (Trimen) Trimen
- Cyanotis pachyrrhiza Oberm.
- Cyanotis paludosa Brenan
- Cyanotis papilionacea (Burm.f.) Schult. & Schult.f.
- Cyanotis pedunculata Merr.
- Cyanotis pilosa Schult. & Schult.f.
- Cyanotis polyrrhiza Hochst. ex Hassk.
- Cyanotis racemosa B.Heyne ex Hassk.
- Cyanotis repens Faden & D.M.Cameron
- Cyanotis reutiana Beauverd
- Cyanotis robusta Oberm.
- Cyanotis scaberula Hutch.
- Cyanotis somaliensis C.B.Clarke
- Cyanotis speciosa (L.f.) Hassk.
- Cyanotis thwaitesii Hassk.
- Cyanotis tuberosa (Roxb.) Schult. & Schult.f.
- Cyanotis vaga (Lour.) Schult. & Schult.f.
- Cyanotis vaginata Wight
- Cyanotis villosa (Spreng.) Schult. & Schult.f.